# Bernd Köhlert
Bernd Michael Köhlert (* 10. November 1942 in Stettin; † 29. August 1964 bei Albertville) war ein deutscher Söldner. Er und Walter Nestler waren die ersten Deutschen, die während der Simba-Rebellion im Kongo fielen. Sein Tod erregte Aufsehen in den westdeutschen Medien und war für die DDR Anlass für eine Propagandakampagne gegen die Bundesrepublik.

## Leben

### Kindheit und Jugend in der DDR und der Bundesrepublik
Köhlert wuchs in Torgelow auf. Im Oktober 1957 floh seine Mutter mit ihm aus der DDR und zog nach Saarbrücken. Köhlert lernte Elektriker und verpflichtete sich für drei Jahre bei den Fallschirmjägern der Bundeswehr, wo er den Dienstgrad eines Unteroffiziers erreichte. Er durchlief die Ausbildung in der Luftlande- und Lufttransportschule in Altenstadt (Oberbayern) und wurde Ende Juni 1964 entlassen.

### Einsatz und Tod im Kongo
Am 3. August 1964 flog er von Frankfurt am Main nach Johannesburg. Seinen Angehörigen hatte er erzählt, er wolle auswandern. Möglicherweise hatte er zu dieser Zeit schon vor, als Söldner in den Kongo zu gehen. Dafür spricht, dass Köhlert mit dem ersten Transport in den Kongo flog, der zusammengestellt worden war, bevor die Rekrutierungsmaßnahmen anliefen. Am 21. August trafen er und andere Söldner mit einer Hercules-Transportmaschine in Kamina ein. Köhlert und rund 30 weitere Neuankömmlinge bildeten die erste Söldnereinheit des Simba-Konflikts. Geführt wurde sie von Mike Hoare. Köhlert war dem Zug von Siegfried Müller zugeteilt.
Bereits einen Tag nach der Ankunft in Kamina wurde die Einheit mit dem Flugzeug in die Nähe von Moba verlegt. Von dort wollte Hoare mit 24 Mann in drei Sturmbooten über den Tanganyikasee vorrücken, um Albertville, das heutige Kalemie, anzugreifen und dort europäische Geiseln zu befreien. Aufgrund seiner handwerklichen Qualifikation wurde Köhlert mit der Wartung der Außenbordmotoren betraut. Die Fahrt auf dem See gestaltete sich mühselig, in der zweiten Nacht fielen zwei der drei Außenbordmotoren aus, und die Söldner mussten weite Strecken paddelnd zurücklegen. Nachdem es in Albertville bereits zu Kämpfen zwischen Regierungstruppen und Rebellen gekommen war, begab sich die Einheit auf die Suche nach dem Flughafen, den Hoare noch in Feindeshand vermutete. Müller war mit fünf Mann mit der Aufklärung betraut. Am Stadtrand wurde die Gruppe aus einem Krankenhaus beschossen, in dem sich die Besatzung des Flughafens aufgehalten hatte. Ein Offizier wurde schwer verwundet, Köhlert und Nestler starben. Müller zufolge geschah dies durch Treffer in die Köpfe. Der Rest der Einheit zog sich zu den Sturmbooten zurück, ohne die Leichen bergen zu können, und schlug sich nach Kamina durch. Hoare zog aus dem Tod von Köhlert und Nestler den Schluss, dass künftigen Operationen eine fundierte Ausbildung der Söldner vorausgehen müsse.
Am nächsten Morgen fotografierte der französische Journalist Yves-Guy Bergès die Leichen der beiden. Bergès war mit den Rebellen in die Stadt gekommen. Seine Fotos von Köhlert und Nestler wurden weltweit in den Medien veröffentlicht, auch in der DDR. Nachdem die Aufständischen noch am gleichen Tag aus der Stadt fliehen mussten, beerdigten die zurückgekehrten Söldner die beiden Männer in Notgräbern am Seeufer. Wenige Tage später traf der deutsche Journalist Hans Germani in Albertville ein. Weil Germani eine medizinische Ausbildung hatte, wurde er von einem Sanitäter des Roten Kreuzes gebeten, bei der Leichenbergung mitzumachen. Zur Identifizierung wurden die Gebisse der "halb verkohlten, halb verwesten Leichen" dokumentiert und sie auf den Friedhof Albertvilles umgebettet. Auf den improvisierten Grabkreuzen stand Köhlerts Name als "Koehtler" falsch geschrieben. Anfang September hielt Müller die Totenrede für seine Untergebenen, am 5. Dezember 1965 besuchte Mike Hoare die Gräber vor seiner Abreise aus dem Kongo.

### Berichterstattung über Köhlerts Tod in Ost und West
Köhlerts Mutter erfuhr vom Tod ihres Sohnes von zwei Reportern der Quick, die sie an ihrer Wohnungstür mit einem von Bergès’ Fotos konfrontierten. Quick hatte die Exklusivrechte für Deutschland an den Fotos erworben. In der Zeitschrift erschien danach ein Foto der weinenden Mutter mit der Überschrift "Tränen um den toten Sohn". Die SED-Zeitung Freie Erde im Bezirk Neubrandenburg druckte die Fotos der Quick nach, woraufhin einige Bekannte und Verwandte Köhlert wiedererkannten.
Die DDR-Filmemacher Walter Heynowski und Gerhard Scheumann wurden von Köhlerts einstigem Mitschüler Dieter Gibson auf dessen Schicksal aufmerksam gemacht. Heynowski und Scheumann hatten zuvor drei Propagandafilme über Siegfried Müller im Kongo gedreht, die eine angebliche neokolonialistische Rolle der Bundesrepublik in Afrika belegen sollten. Die Filme hatten in der DDR, in der Bundesrepublik sowie international teilweise große Beachtung gefunden. Einer der Filme, Der lachende Mann, bestand ausschließlich aus einem Interview, das die Filmemacher mit Siegfried Müller unter Vorspiegelung falscher Tatsachen geführt hatten. Müller sagte im Interview: „Er war ein Soldat durch und durch. Ich möchte sagen, Köhlert war der Beste, den ich bei mir hatte.“ Über Bernd Köhlert drehten Heynowski und Scheumann ihren letzten Film ihrer Kongo-Reihe. Der halbstündige Film mit Titel Der Fall Bernd K. wurde am 3. Dezember 1967 erstmals im DDR-Fernsehen aufgeführt, im darauffolgenden Jahr erschien das gleichnamige Buch.
In Buch und Film rekonstruieren Heynowski und Scheumann die Lebensgeschichte von Köhlert. Aus ihrer Sicht trägt seine Mutter die Schuld an seinem Schicksal, denn durch ihre Flucht in den Westen hatte sie ihren Sohn den Manipulationen durch Siegfried Müller, die Schule, Bundeswehr und die Medien des Springer-Verlags ausgesetzt, die sein menschliches Gewissen abtöteten. Als Kontrast werden Dieter Gibson und zwei weitere Freunde Köhlerts vorgestellt, „als Zeugen für die sozialistische DDR“. Anders als die vorherigen Filme wurde Der Fall Bernd K. im Westen allerdings kaum beachtet, weil das Thema nicht mehr aktuell war. Siegfried Müller und andere Söldner hatten den Kongo zwei Jahre zuvor verlassen.